# Сан Мартино Алфјери
Сан Мартино Алфјери (итал. San Martino Alfieri) је насеље у Италији у округу Асти, региону Пијемонт.
Према процени из 2011. у насељу је живело 306 становника. Насеље се налази на надморској висини од 253 м.

## Становништво
Према резултатима пописа становништва 2011. у општини је живело 712 становника.
| 1931. | 1936. | 1951. | 1961. | 1971. | 1981. | 1991. | 2001. | 2011. |
| ----- | ----- | ----- | ----- | ----- | ----- | ----- | ----- | ----- |
| 1.240 | 1.138 | 1.010 | 834   | 781   | 719   | 705   | 704   | 712   |